# Discovery+
Discovery+ is een streaming-service van Discovery, Inc. De catalogus bevat programma's van onder andere HGTV, Food Network, TLC, ID, Animal Planet, Discovery Channel, BBC Planet Earth, A&E, Lifetime, History, Travel Channel en Discovery Science.
De naam werd vanaf oktober 2020 al gebruikt in Ierland en het Verenigd Koninkrijk, waar het de streamingdienst Dplay verving. In de Verenigde Staten ging discovery+ als nieuwe dienst van start op 4 januari 2021. In de landen waar Dplay nog werd aangeboden, werd deze dienst op 5 januari 2021 vervangen door discovery+.
De zender richt zich op reality-shows en non-fictie, zoals kookprogramma's, natuurseries en klusprogramma's. Hiermee wordt een doelgroep bediend die de programma's meer als 'achtergrond' en dagvulling gebruikt, in tegenstelling tot diensten als Netflix en Disney+ die programma's aanbieden waar de kijker zijn volledige aandacht voor nodig heeft.
Er zijn twee pakketten beschikbaar: een met en een zonder reclames.